# Leucopis pulvinariae
Leucopis pulvinariae är en tvåvingeart som beskrevs av Malloch 1921. Leucopis pulvinariae ingår i släktet Leucopis och familjen markflugor. Inga underarter finns listade i Catalogue of Life.